# 仁川國際機場鐵道
仁川國際機場鐵道（：／ Incheon Gukje Gonghang Cheoldo */?）是一條連結韓國首爾特別市與仁川廣域市的廣域鐵道，並作為仁川國際機場的機場聯絡軌道系統。路線起自首爾站、終至仁川國際機場2號航站樓站，全長63.8公里，沿線共設14站，採BOT模式營運，現由機場鐵道營運。一般使用「機場鐵道」（공항철도）作為簡稱，另也有使用「AREX」（에이렉스）者。一般列車的路線顏色為海蓝色，直通列車則是橙色。
現有的客運路段路線稱作「仁川國際機場線」（인천국제공항선），仁川国际机场1号航站楼站至龍遊車輛基地之間的路段則稱為「龍遊車輛基地線」（용유차량기지선），而仁川國際機場2號航站樓站至龍遊車輛基地路段稱為「龍遊車輛三角線」（용유차량삼각선）。

## 路線資料
- 路線距離：63.8公里
- 營運單位：機場鐵道
- 軌距：1,435毫米（標準軌）
- 通行方向：左側通行
- 站數：13個
- 保安裝置：ATC／ATO
- 運行車輛：機場鐵道1000系電聯車、機場鐵道2000系電聯車
- 最高速度：110km/h

## 直达列车与一般列车的比较
| 列车类型     | 直达列车 （직통열차）                                      | 一般列车 （일반열차）                                     |
| ------------ | -------------------------------------------------- | ------------------------------------------------- |
| 票价         | 成人11000韩元 儿童（6岁至12岁）8000韩元            | 1050~5050韩元不等（以成人、預付後付交通卡為標準） |
| 停靠站       | 只停靠首尔站，仁川机场1号航站楼，仁川机场2号航站楼 | 每站都停                                          |
| 特殊列车服务 | 免费WiFi，指定座位                                 | 无                                                |
| 车票类型     | 带有二维码的纸质车票                               | 一次性、预付费交通卡，定期乘车票                  |

## 路線歷史
- 2001年3月27日：路線動工。
- 2007年3月23日：金浦机场站至仁川國際機場站通車。
- 2010年12月29日：首爾站至金浦機場站段通車。（除孔德站過站不停靠）
- 2011年11月30日：孔德站啟用。
- 2014年5月9日：仁川國際機場線和龍遊基地線分離，青羅國際城站和永宗站距離標示告示。
- 2014年6月21日：青羅國際城站啟用。
- 2014年6月30日：京義線、仁川國際機場鐵路間 水色直結線通車，KTX開始運行。
- 2015年3月28日：首爾站轉乘通道啟用。
- 2016年2月3日：仁川机场磁悬浮线通車，仁川國際機場站成為轉乘站。
- 2016年3月26日：永宗站啟用。
- 2016年7月30日：仁川地鐵2號線通車，黔岩站成為轉乘站。
- 2018年1月13日：仁川國際機場站至仁川國際機場2號航站樓站段通車，仁川國際機場站更名為仁川国际机场1号航站楼站，新設2.1公里之龍遊車輛三角線。
- 2018年3月23日: KTX 以車輛整備為由，暫停營運。
- 2018年9月1日: KTX 運行廢止。
- 2018年9月29日：麻谷渡口站啟用，可與首爾地鐵9號線進行轉乘。[4]
- 2020年4月1日：受Covid-19疫情影響，直達列車與首爾站城市航站樓暫時停運，暫定至9月30日。[5]
- 2020年6月1日-5日：部分一般列車班次臨時以直通列車運行。[6]

## 車站列表
- 「●」：直通列車停靠車站。
- 「│」：直通列車不停靠通過的車站。

| 車站編號 | 中文站名              | 韓文站名 | 英文站名 | 接續路線                                                  | 直通 | 站間距離 | 營業距離 | 所在地     | 所在地 |
| -------- | --------------------- | -------- | -------- | --------------------------------------------------------- | ---- | -------- | -------- | ---------- | ------ |
| A01      | 首爾站                |          |          | 首都圈電鐵1號線 首都圈电铁4号线 京義·中央線 京釜線 京義線 | ●    | -        | 0.0      | 首爾特別市 | 龍山區 |
| A02      | 孔德                  |          |          | 京義·中央線 首都圈電鐵5號線 首尔地铁6号线                 | │    | 3.3      | 3.3      | 首爾特別市 | 麻浦區 |
| A03      | 弘益大學              |          |          | 京義·中央線 首爾地鐵2號線                                 | │    | 2.8      | 6.1      | 首爾特別市 | 麻浦區 |
| A04      | 數碼媒體城            |          |          | 京義·中央線 首尔地铁6号线                                 | │    | 3.4      | 9.5      | 首爾特別市 | 恩平區 |
| A042     | 麻谷渡口              |          |          | 首爾地鐵9號線                                             | │    | 8.6      | 18.1     | 首爾特別市 | 江西區 |
| A05      | 金浦機場              |          |          | 首都圈電鐵5號線 首爾地鐵9號線 金浦都市鐵道 西海線         | │    | 2.3      | 20.4     | 首爾特別市 | 江西區 |
| A06      | 桂陽                  |          |          | 仁川都市鐵道1號線                                         | │    | 6.6      | 27.0     | 仁川廣域市 | 桂陽區 |
| A07      | 黔岩                  |          |          | 仁川都市鐵道2號線                                         | │    | 5.5      | 32.5     | 仁川廣域市 | 西區   |
| A071     | 青羅國際城            |          |          |                                                           | │    | 4.8      | 37.3     | 仁川廣域市 | 西區   |
| A072     | 永宗                  |          |          |                                                           | │    | 10.3     | 47.6     | 仁川廣域市 | 中區   |
| A08      | 雲西                  |          |          |                                                           | │    | 3.5      | 51.1     | 仁川廣域市 | 中區   |
| A09      | 機場貨物辦公樓        |          |          |                                                           | │    | 4.3      | 55.4     | 仁川廣域市 | 中區   |
| A10      | 仁川國際機場1號航站楼 |          |          | 仁川空港磁氣浮上鐵道                                      | ●    | 2.6      | 58.0     | 仁川廣域市 | 中區   |
| A11      | 仁川國際機場2號航站楼 |          |          |                                                           | ●    | 5.8      | 63.8     | 仁川廣域市 | 中區   |

## 外部連結
- A'REX官方網站 （页面存档备份，存于）（英文）（日語）（简体中文）（繁體中文）
- 仁川机场铁路在线预订 （页面存档备份，存于）
- 仁川机场铁路的新浪微博
- 仁川機場鐵路 （页面存档备份，存于）的Facebook
- 仁川機場鐵路 （页面存档备份，存于）的Twitter
- 仁川機場鐵路 （页面存档备份，存于）的Instagram
- 仁川機場鐵路 （页面存档备份，存于）的Naver部落格
- 仁川機場鐵路 （页面存档备份，存于）的Youtube頻道
- [Logo Song 1小时循环 《晚上，一起去看星星吗》（映像：首尔站（折返线）→仁川国际空港第2航站楼站）]. 空港铁道 [AREX]. YouTube. 2020-07-27  [2021-05-25]. （原始内容存档于2021-05-25） （韩语）.